# Bilicsi Tivadar

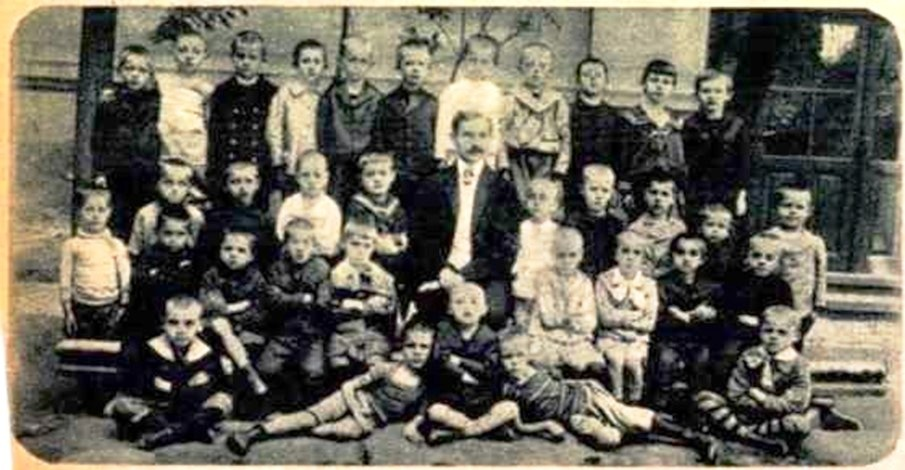
Osztályfénykép, Medve utcai elemi iskola, 1907. Középen Fekete Jenő tanító, tőle balra Németh László, jobbra Grawátsch Tivadar, azaz Bilicsi Tivadar

Bilicsi Tivadar, született Grawátsch Tivadar Károly (Budapest, 1901. szeptember 6. – Siófok, 1981. július 11.) magyar színész, érdemes és kiváló művész.

Szinte minden műfajban maradandót alkotott: színészként, komikusként, táncosként, énekesként, sőt drámai szerepekben egyaránt. Talán legjobban saját szavaival lehet jellemezni: 
Mulattattam, de magam is mulattam.

## Életpályája
Grawatsch Tivadar bécsi születésű papírkereskedő és a budapesti születésű Tarczal Szerafin gyermeke. „Bilicsi Tivadar édesanyja, Tarczal Szerafin énektanárnő, mégpedig a Budai Iskolában. Kisfiát ellenben a Medve utcai elemibe íratja be, ahol annak osztálytársai között van a majdani író, Németh László is. Tény azonban, hogy a kis Tivadar az első két osztály elvégzése után a harmadikat a Csillag Ilona által vezetett magániskolában járja ki. Negyedikben újra a Medve utcaiba jár.” Érettségi után rövid ideig postatisztviselő volt. 
1919-től kardalos a Feld-féle Budapesti Színházban és az Operában. Eközben Füzy Barnabás színtársulatához szerződött, és Rákosi Szidi színiiskolájába járt. 1920–1922 között kardalos volt Miskolcon. 1925–ben elvégezte az Országos Színészegyesület Színészképző Iskoláját. 1925–ben Szegedre, majd Miskolcra szerződött színésznek, 1926–27-ben a Király Színház színésze volt. 1928–29-ben a Belvárosi Színház színésze, majd 1929–1931 között a Miskolci Nemzeti Színházban játszott. 1931–32-ben a Fővárosi Operettszínház tagja, majd 1932-ben a Terézkörúti Színpad színésze lett. 1933-tól 1944-ig az Andrássy úti és a Magyar Színházban játszott. 1945-ben a Belvárosi Művész Színházban és az Operettszínházban játszott. 1946-ban a Medgyaszay Színházban operettekben lépett fel. 1947–48-ban a Művész Színházban szerepelt, 1949–1952 között a Fővárosi Operettszínház színésze. 
1952-től a helyreállított egykori Vígszínházhoz, új nevén a Magyar Néphadsereg Színházához szerződött, amely 1961-ben visszakapta a Vígszínház nevet, és ahol 1968-ig, nyugdíjba vonulásáig játszott. Itt és a társulat kamaraszínházában, a Pesti Színházban játszotta főként drámai szerepeit, Az öreg hölgy látogatása, Hárman a padon, Eljő a jeges, Eredeti helyszín és még sok más darabban bizonyítva tehetsége sokoldalúságát.
Turnézott az Amerikai Egyesült Államokban, Kanadában, Csehszlovákiában, Jugoszláviában és Svédországban.
Népszerű színész volt, ezért gyakran szerepelt a Magyar Rádióban és a Magyar Televízióban. Szeretett gyerekeknek is játszani, a Csinn-Bumm Cirkusz nekik született; Keleti László Szamócaként, Bilicsi Tivadar Bruhaha Kelemenként szerepelt benne.
Évtizedekig a XII. kerületi Csaba utcában élt. Budapesten, a Farkasréti temetőben nyugszik.

## Családja
1938-ban a Magyar Színházban ismerkedett meg a nála tizenöt évvel fiatalabb Timár Liza színésznővel. 1942-ben házasodtak össze, négy lányuk született: Mária (1943–1994), Katalin (1944), Erzsébet (1946–2016) és Éva (1948).

## Slágerei
Számos slágert adott elő, nagyon sokat vele azonosítottak:
- Nem wurlitzer a verkli (Tamássy Zdenko–Darvas Szilárd)
- Zerkovitz Béla-dalok
  - Most, amikor minden virág nyílik
  - Mi muzsikus lelkek
  - Én és a Holdvilág
  - Ujjé, a Ligetben nagyszerű! (J.H. Flynn)
- Jöjjön ki Óbudára! (Lajtai Lajos; Szenes Iván–Békeffi István)
- Évike az állatkertben (Apu, hod med be) szerző: Garai Imre
- Levél apukához (Horváth Jenő, Szabó Sándor)
- Nem az a fontos, az ember hány éves (Seress Rezső)

## Színházi szerepei

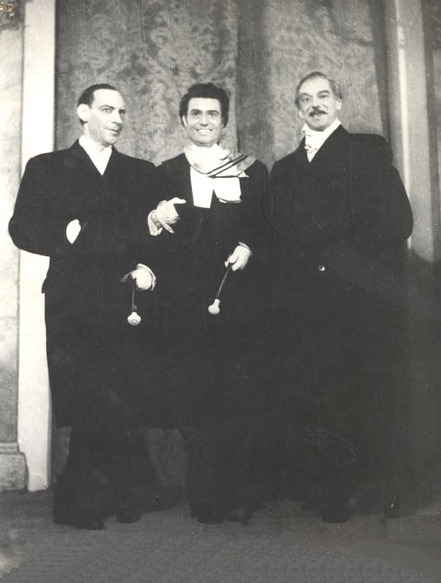
Latabár Kálmán, Sárdy János és Bilicsi Tivadar a Csárdáskirálynőben

A Színházi adattárban 1949-től regisztrált bemutatóinak száma: 82.
- Molnár Ferenc: Játék a kastélyban... Almády
- Gyurkovics Tibor: Nagyvizit... Badari bácsi
- Heltai Jenő: A néma levente... Beppo
- Bereményi Géza: Légköbméter... Biró Márton
- Aldo Nicolai: Hárman a padon... Bocca Libero
- Csinn-bumm cirkusz... Bruhaha Kelemen
- Marcel Pagnol: Topáz... Castel-Benac
- Richard Nash: Esőcsináló... Currey
- Molnár Ferenc: A doktor úr... Csató
- Eugene O’Neill: Eljő a jeges... Ed Mosher
- Kacsóh Pongrác: János vitéz... francia király
- William Shakespeare: A makrancos hölgy... Grumio
- Csurka István: Eredeti helyszín... Házigazda
- Molnár Ferenc: Liliom... Hugó
- Friedrich Dürrenmatt: Az öreg hölgy látogatása... Ill
- Zerkovitz Béla: Csókos asszony... Kubanek
- Kálmán Imre: Csárdáskirálynő... Kerekes Ferkó
- William Shakespeare: Rómeó és Júlia... Lőrinc barát
- Csurka István: Szájhős... Moór
- Ben Jonson: Volpone... Mosca
- Edmond Rostand: Cyrano de Bergerac... Ragueneau
- Schönthan testvérek: A szabin nők elrablása... Rettegi Fridolin
- Sárközi István: A szelistyei asszonyok... Rostó Pál
- Füst Milán: A sanda bohóc... Sajt Hugó
- Csiky Gergely: A nagymama... Tódorka Szilárd
- Johann Strauss: Bécsi diákok... Tóbiás fiákeres
- William Shakespeare: A vihar... Trinculo
- Franz Schubert–Berté Henrik: Három a kislány... Tschöll papa
- Alekszej Nyikolajevics Osztrovszkij: Erdő... Vidorov
- Johann Strauss: A cigánybáró... Zsupán
- Gyurkovics Tibor: Az öreg... Winter

## Filmszerepei

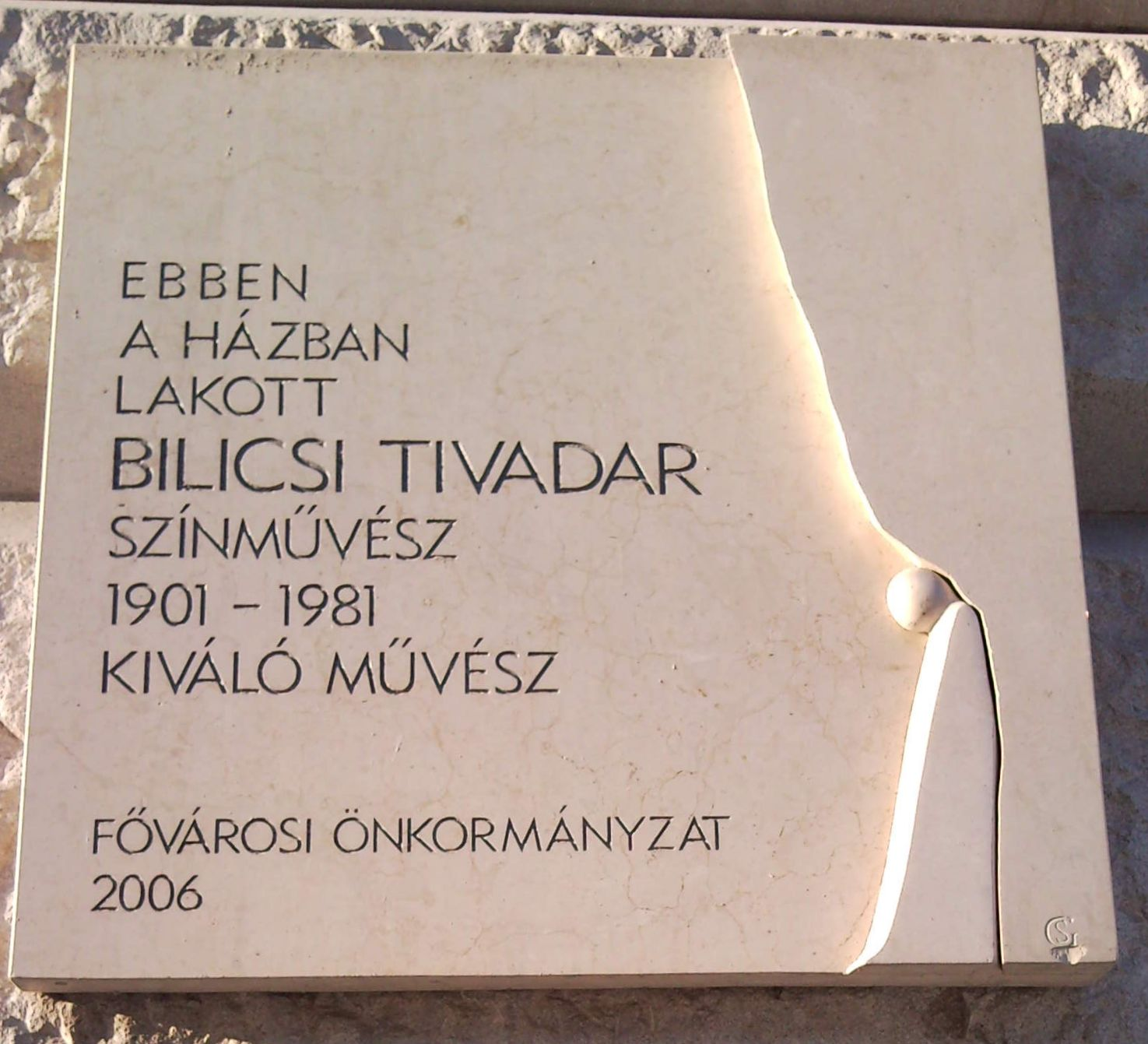
Emléktáblája:
VI. kerület, Andrássy út 4.

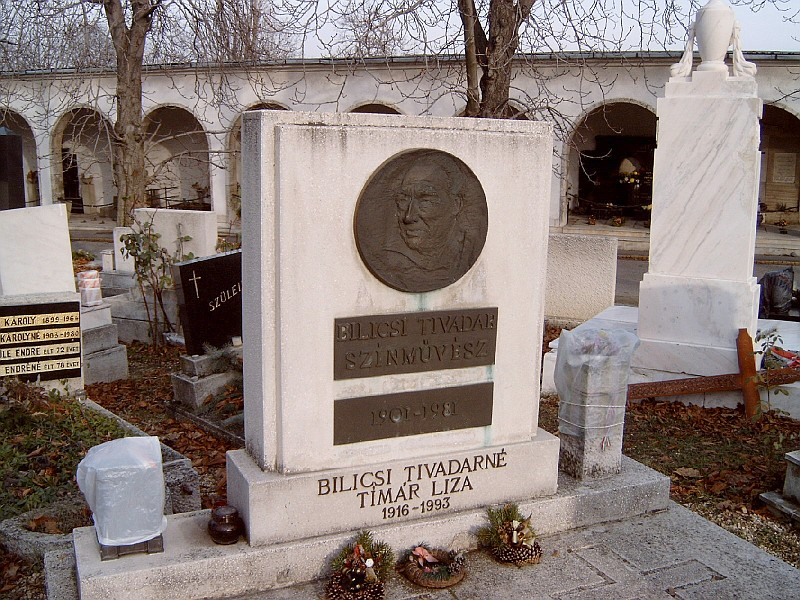
Bilicsi Tivadar és feleségének sírja Budapesten, a Farkasréti temetőben (1-2-454/455) (Bolgár József alkotása)

### Játékfilmek
- 1932: A vén gazember – Borügynök
- 1933: ...und es leuchtet die Pußta
- 1933: Megölöm ezt a Hacseket! (rövid játékfilm)
- 1935: Az új földesúr – Georg
- 1935: Ez a villa eladó – Gereblyei Tivadar
- 1936: Az aranyember – Sajkás tiszt
- 1936: Barátságos arcot kérek – Dénes Miklós apja
- 1936: Tisztelet a kivételnek – Tibor
- 1937: 3:1 a szerelem javára – Borbély
- 1937: A harapós férj – Balogh Sándor, magánnyomozó
- 1937: A Noszty fiú esete Tóth Marival – Kopereczky báró
- 1937: A titokzatos idegen – Bekecs Lajos, altiszt
- 1937: Az ember néha téved – Demeter, Pákayék inasa
- 1937: Családi pótlék – Lonthay Tibor vezérigazgató
- 1937: Édes a bosszú – Peregi, bankár
- 1937: Két fogoly – Hazatérő katona
- 1937: Méltóságos kisasszony – Varga, a gondnok
- 1937: Pesti mese – Főpincér
- 1937: Rád bízom a feleségem – Ügyvéd
- 1937: Tokaji rapszódia
- 1938: A leányvári boszorkány – Helén kérője
- 1938: A papucshős – Kubala
- 1938: Beszállásolás – Obitz, Tibor ügyfele
- 1938: Fehérvári huszárok
- 1938: János vitéz – Csillagjós
- 1938: Magyar feltámadás
- 1938: Nehéz apának lenni
- 1938: Pillanatnyi pénzzavar – Gellért Lajos, igazgató
- 1938: Pusztai királykisasszony – Robicsek
- 1938: Tizenhárom kislány mosolyog az égre – Rezső úr, Piri főnöke
- 1938: Uz Bence – Lajos, vadász
- 1939: Áll a bál – Selmeczi Sebestyén
- 1939: Az utolsó Vereczkey – Tímár
- 1939: Férjet keresek – Lukács
- 1939: Halálos tavasz – Boskó Pál, újságíró
- 1939: Hölgyek előnyben
- 1939: Nem loptam én életemben – Ungváry nagybátyja
- 1939: Nincsenek véletlenek
- 1939: Pénz áll a házhoz – Borsa Tóbiás, vegyészmérnök és feltaláló, Lajos barátja
- 1939: Semmelweis – Vili
- 1939: Tökéletes férfi – Csatári, színész
- 1940: Erzsébet királyné – Johann
- 1940: Földindulás
- 1940: Hazafelé – Szakáll Menyhért, molnár
- 1940: Hétszilvafa – Stefanics
- 1940: Sok hűhó Emmiért – Szánthódy István
- 1940: Szeressük egymást – Művezető
- 1940: Zavaros éjszaka – Hajnaly Ödön, Klári vőlegénye
- 1941: A beszélő köntös – Putnoky
- 1941: A cigány – Grófi kappelmeister
- 1941: Behajtani tilos! – Gilicze Antal
- 1941: Bob herceg – Ceremóniamester
- 1941: Csákó és kalap – Dr. Elekes György régész
- 1941: Haláltánc
- 1941: Kölcsönkért férjek – Berkenye
- 1941: Magdolna – Pali bácsi
- 1941: Leányvásár – Dr. Kiss
- 1941: Régi keringő – Almády gróf inasa
- 1941: Tokaji aszú – Devernyák Mátyás, ügyvéd
- 1941: Végre! – Erdei Tibor mérnök
- 1942: A 2000 pengős férfi – Péteri, házasságközvetítő
- 1942: Alkalom – Orvos
- 1942: Enyém vagy – Kapitány
- 1942: Heten, mint a gonoszok – Pázmándy Péter, festő / Pázmándy Pál, zeneszerző; ikrek
- 1942: Jelmezbál – Borbás
- 1942: Katyi – Geszty Péter, színművész
- 1943: Anyámasszony katonája – Balázs
- 1943: Egy nap a világ – Dr. Török Tibor
- 1943: Éjféli gyors – Borbély
- 1943: Éjjeli zene – Pallay, nyugdíjas ezredes
- 1943: Házassággal kezdődik – Alfred
- 1943: Megálmodtalak – Péter, a vőlegény
- 1943: Szerencsés flótás – Kázmér
- 1943: Sziámi macska – Laci
- 1944: Egy pofon, egy csók – Kovács Béla, Gizike férje
- 1944: Második Magyar Kívánsághangverseny
- 1945: Aranyóra – Oszkár
- 1947: Fehér vonat[7] – Kovács Ferenc földbirtokos
- 1951: Déryné – Murányi, Zsiga
- 1952: Semmelweis – Hammer kocsis
- 1954: Vasmacska (rövid játékfilm)

### Tévéfilmek
- 1961: A szerző ma meghal – Az Alcazar börtön igazgatója
- 1963: Az attasé lánya – Idősebb Mátrai
- 1963: Színészek a porondon
- 1965: Tóbiás és a többiek – A császár
- 1966: Légy ügyes a szerelemben! – A gróf
- 1966: Nem vagyunk angyalok – Joó Ferenc
- 1966: Othello Gyulaházán – Vermes
- 1968: Sárga rózsa – Sajgató
- 1970: Bors II. (tévésorozat) – Valdbot Eduárd, a Regmeczi báró
- 1970: Tévedni isteni dolog
- 1970: Végállomás, kiszállni!
- 1971: Nyári játék – Őrnagy úr
- 1972: Az ember melegségre vágyik – Kreibich bácsi
- 1972: Egy óra – három arc
- 1972: Hazai történetek
- 1973: …és a holtak újra énekelnek – Pópa
- 1973: A legnagyobb szemtelenség! – Kecskés elvtárs
- 1973: Az összeesküvés – Jós-pap
- 1973: Hasonmás
- 1973: Zenés TV Színház: A szüzek városa – Burghess tiszteletes
- 1974: A bohóc felesége – Simon
- 1974: Nász a hegyen – Dabasi
- 1975: A peleskei nótárius – Hoffer úr
- 1975: Csontváry – Fényes Adolf
- 1976: A méla Tempefői – Köteles barát
- 1976: Zenés TV Színház: A szabin nők elrablása – Rettegi Fridolin
- 1978: Az eltűnt miniatűr – Oskar Külz
- 1987: A Jávor (archív filmfelvétel)
- 1995: Muzsikál a mozi 'Filmdalok' (archív filmfelvétel)

### Szinkronok
| Év   | Cím                | Szereplő      | Színész        | Szinkron év |
| ---- | ------------------ | ------------- | -------------- | ----------- |
| 1955 | Botocskám, üss!    | Muzsikus      | Ladislav Pešek | 1960        |
| 1961 | Ki volt dr. Sorge? | Wolf tábornok | Rolf Kutschera | 1965        |

## Magyar Rádió
- Szigligeti Ede: A csikós (1935)
- Miklós Jenő: Mókusok (1936)
- Clementis Ervin: Nápolyi szerelem (1937)
- Bibó Lajos: A csodadoktor (1938)
- Szilágyi László: Vén diófa (1942)
- Thurzó Gábor: Békebeli primadonna (1947)
- A Pickwick-club utazásai - Krónikás: Lenkei Lajos (1948)
- Stanley Houghton: Szegény megboldogult (1948)
- Erskine Caldwell: Embervadászat (1950)
- Endrényi Magda-Leczkai András: Nemtudomka (1951)
- Kristóf Károly: Szép juhászné (1954)
- Kemény Egon–Gál György Sándor–Erdődy János: Komáromi farsang (1957)
- Csehov, Anton Pavlovics: Fölfelé a létrán (1960)
- Királyhegyi Pál: A ház közbeszól (1960)
- Hársing Lajos–László Endre: Mikrofon a gomblyukban (1961)
- Rapcsányi László: Az igazi Casanova (1961)
- Erich Kästner: Három ember a hóban (1963)
- Neszin, Aziz: Törököt fogtunk!...(1963)
- Fischer, Leck: Az örök gond (1964)
- Goll, Joachim: Egy kis házimuzsika (1964)
- Alan King: A Booher-ügy (1967)
- Fejér István: A rejtélyes melódia (1967)
- Thornbjörn Egner: Cincafarkinca és a többiek (1967)
- Dosztojevszkij: A Karamazov testvérek (1971)
- Heltai Jenő: Az én második feleségem (1972)
- Mándy Iván: Legenda az árusok teréről (1973)
- Zdenek Sverák: A három autó (1973)
- Anton Pavlovics Csehov: Színészhistóriák (1974)
- Albert Gábor: Orsi meg a nyuszioroszlán (1975)
- Szakonyi Károly: Portások (1975)
- Urbán Gyula: Röffencs, az irigy perselymalac (1975)
- Vihar Béla: A kék tündér hídja (1975)
- Forgács István: Papírhold (1976)
- Mándy Iván: Játék a téren (1977)
- Saunders, James: Bezzeg régen más volt ez a játék (1977)
- Giles Cooper: Kapdelcica (1978)
- Saint-Exupéry: A kis herceg (1981)

## Díjai, elismerései
- Érdemes művész (1962)
- Kiváló művész (1975)

## Publikációi
- Bilicsi Tivadar: „Hol vagytok ti régi játszótársak?” (Gondolat) (Magyar Könyvklub 2001)
- Bilicsi Tivadar: Rudi! (Film Színház Muzsika, 1976. november 13.);
- Bilicsi Tivadar: Szervusz Szamóca (Film Színház Muzsika, 1972. szeptember 9.).
- Részletes életrajzi ismertetése. (Bilicsi Katalin, és Bilicsi Erzsébet visszaemlékezése) – színészkönyvtár
- Mulattattam, de magam is jól mulattam; magánkiadás, Budapest, 2011

## Emlékezete
- Bilicsi Tivadar portréfilm, MTV 1986. R: Fekete Katalin.
- „Mulattattam, de magam is mulattam” – Bilicsi Tivadar „víg” színháza, kiállítás a Miskolci Nemzeti Színházban, a Színháztörténeti és Színészmúzeumban
- Születése 100. évfordulóján, 2001-ben családja díjat alapított. Ebből az alkalomból a MOM-ban kiállítást és emlékműsort szerveztek BILLENIUM címmel. Azóta minden évben, azonos helyszínen és időpontban kerületi rendezvény "Hegyvidéki Ősz" keretében adják át a Bilicsi-díjat.
- Emléktábla őrizte nevét a család nevezetes rezidenciája, a XII. kerületi Csaba utcai villa falán is. A ház tatarozása után azonban már nem kerülhetett vissza eredeti helyére.